# Phrynomantis affinis
Espèce
Synonymes
- Phrynomerus hoeschi Parker, 1940

Statut de conservation UICN

 LC  : Préoccupation mineure
Phrynomantis affinis est une espèce d'amphibiens de la famille des Microhylidae.

## Répartition
Cette espèce se rencontre, :
- dans le nord-est de la Namibie ;
- dans l'est de l'Angola ;
- dans le sud de la République démocratique du Congo ;
- dans l'ouest de la Zambie.

Sa présence est incertaine au Botswana, en Tanzanie et au Zimbabwe.

## Publication originale
- Boulenger, 1901 : Batraciens nouveaux. Annales du Musée Royal du Congo Belge, Sciences Zoologiques, Tervuren, vol. 2, p. 1-14.